# Вычислительная химия
Вычисли́тельная хи́мия — раздел химии, в котором математические методы используются для расчёта молекулярных свойств, моделирования поведения молекул, планирования синтеза, поиска в базах данных и обработки комбинаторных библиотек. Вычислительная химия использует результаты классической и квантовой теоретической химии, реализованные в виде эффективных компьютерных программ, для вычисления свойств и определения структуры молекулярных систем. В квантовой химии компьютерное моделирование заменило не только традиционные аналитические методы расчета, но во многих случаях и сложный эксперимент. Вычислительная химия позволяет в некоторых случаях предсказать ранее ненаблюдаемые химические явления.
Вычислительная химия фактически представляет собой новый способ проведения научных исследований в химии — компьютерный эксперимент и компьютерное моделирование. Традиционно экспериментаторы проводят химические эксперименты с реальными химическими системами, а затем теоретики объясняют результаты этих экспериментов в рамках развитых моделей и теорий. Такой подход до последнего времени был успешным, и сейчас мы знаем основные законы, описывающие химические явления и процессы. Однако часто их точное аналитическое описание возможно только в случае очень простых моделей. Приближенные аналитические методы позволяют расширить набор решаемых задач. Развитие компьютеров в течение последних 60 лет дало возможность решать многие проблемы не только в случае упрощенных моделей, но и для реальных химических процессов и структур.
Существует два подхода к проблемам химии: вычислительная квантовая химия и невычислительная квантовая химия. Вычислительная квантовая химия имеет дело численными вычислениями электронных структур молекулярных систем ab initio и полуэмпирические методы, а невычислительная квантовая химия имеет дело с получением аналитических выражений для свойств молекулярных структур и химических реакций.
Вычислительную химию (англ. Computational chemistry) не следует путать с математической химией (англ. Mathematical chemistry), занимающейся применением дискретной математики (прежде всего теории графов), кибернетики, теории информации и методов искусственного интеллекта к решению химических проблем и задач.